# 白山东站
白山东站位于中华人民共和国吉林省白山市浑江区，是建设中沈白高速铁路上的一座车站，预计2025年9月随沈白高速铁路开通而启用，车站规模为2台6线。

## 历史
2023年5月6日，白山东站站房首根立柱开钻，车站进入实体工程施工阶段。5月25日，中铁上海工程局承建的沈白高铁吉林段既有浑白铁路改线拨接施工顺利完成，改移后的线路位于白山东站南侧。
2024年5月，车站站房主体结构封顶。

## 车站结构
车站建筑面积约2万平方米，为线侧下式站房，站场规模为2台6线。